# Ајви (Џорџија)
Ајви (енгл. Ivey) град је у америчкој савезној држави Џорџија. По попису становништва из 2010. у њему је живело 981 становника.

## Демографија
Према попису становништва из 2010. у граду је живело 981 становника, што је 119 (10,8%) становника мање него 2000. године.
| Група             | 2000.         | 2010.       |
| Белци             | 1.068 (97,1%) | 914 (93,2%) |
| Афроамериканци    | 12 (1,1%)     | 21 (2,1%)   |
| Азијати           | 0 (0,0%)      | 2 (0,2%)    |
| Хиспаноамериканци | 8 (0,7%)      | 14 (1,4%)   |
| Укупно            | 1.100         | 981         |